# Файн, Джинна
Джи́нна Файн (англ. Jeanna Fine, родилась 29 сентября 1964 года в Нью-Йорке) — американская порноактриса. Вела колонку в журнале Hustler под названием «Дорогая Шлюха!». Имеет татуировку в виде текста на китайском языке на правом запястье.

## Порно-карьера
Первые шаги на ниве порноиндустрии Джинна начала в 1986 году когда ей был 21 год. В раннем имидже она предстала в вызывающем образе девушки-панка, с короткой стрижкой и подчёркнуто вульгарным макияжем.
Около трёх лет снималась в порнографических фильмах, после чего Джинна на некоторое время оставляет съёмки. Однако возвращается в 1990 году уже в ином образе — деловой аристократичной женщины. Вдобавок, Джинна увеличивает себе грудь.
С этого времени Джинна последовательно завоёвывает внимание зрителей и критиков. В 1992 году Джинна снова уходит из порнобизнеса, с целью наладить отношения со своим молодым человеком Никки Сиксом, однако расстаётся с ним в 1994 году и снова возвращается к порнофильмам.
В течение всех девяностых Джинна Файн тесно сотрудничала с режиссёром Майклом Нинном появляясь в его фильмах «Латекс», «Шок», «Кашемир» и т. д.

## Личная жизнь
С 1993 года Джинна замужем за Джимом Бернштейном, у них есть сын — Брэкстон Захари Бернштейн (род. в июне 1994).

## Награды

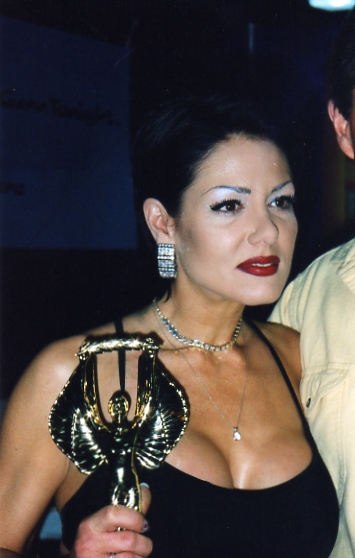
AVN Awards в 2000

| Год  | Церемония                               | Категория                                       | Работа                                             | Результат |
| ---- | --------------------------------------- | ----------------------------------------------- | -------------------------------------------------- | --------- |
| 1991 | AVN Award                               | Лучшей актрисе (фильм)                          | Hothouse Rose                                      | Победа    |
| 1991 | XRCO Award                              | Лучшая актриса                                  | Steal Breeze                                       | Победа    |
| 1992 | XRCO Award                              | Лучшая актриса                                  | Steal Breeze                                       | Победа    |
| 1992 | XRCO Award                              | Лучшая актриса                                  | Brandy and Alexander                               | Победа    |
| 1993 | XRCO Award                              | Лучшая актриса                                  | Brandy and Alexander                               | Победа    |
| 1996 | XRCO Award                              | Лучшая актриса                                  | Skin Hunger                                        | Победа    |
| 1996 | AVN Award                               | Лучшая актриса (фильм)                          | Skin Hunger                                        | Победа    |
| 1996 | AVN Award                               | Лучшая актриса второго плана (видео)            | Dear Diary                                         | Победа    |
| 1997 | AVN Award                               | Лучшая актриса (видео)                          | My Surrender                                       | Победа    |
| 1997 | F.O.X.E                                 | Любимая женщина по версии фанаток               |                                                    | Победа    |
| 1998 | XRCO                                    | Лучшая актриса                                  | My Surrender                                       | Победа    |
| 1998 | XRCO                                    | Лучшая лесбийская сцена вдвоем                  | Miscreants (with Tiffany Mynx and Stephanie Swift) | Победа    |
| 1998 | AVN Award                               | Лучшая лесбийская групповая сцена секса (видео) | Cellar Dwellers 2                                  | Победа    |
| 1998 | AVN Award                               | Лучшая актриса второго плана (видео)            | Miscreants                                         | Победа    |
| 1998 | включена в Зал славы Legends of Erotica |                                                 |                                                    |           |
| 1999 | XRCO                                    | Лучшая актриса                                  | Cafe Flesh 2                                       | Победа    |
| 1999 | AVN Award                               | Лучшая актриса (видео)                          | Cafe Flesh 2                                       | Победа    |